# Strażnik prawa (film 1951)
Strażnik prawa – amerykański film noir w reżyserii Bretaigne Windusta i Raoula Walsha z 1951 roku.

## Treść
Fabuła filmu osadzona jest w nieznanym mieście i koncentruje się na sprawie Murder Inc., którą stara się rozwikłać  Martin Ferguson (Humphrey Bogart).

## Obsada
- Humphrey Bogart - Martin Ferguson
- Zero Mostel - 'Big Babe' Lazick
- Ted de Corsia - Joseph Rico
- Everett Sloane - Albert Mendoza
- Roy Roberts - kapitan Frank Nelson
- Bob Steele - jako Herman